# Ligue d'été du Venezuela
La Ligue d'été du Venezuela (Venezuelan Summer League en anglais, abrégé en VSL) était une ligue professionnelle de baseball au Venezuela de 1997 à 2015. 
Cette ligue mineure de baseball de niveau recrues servait d'académie de baseball à certains clubs de la Ligue majeure de baseball et visait le développement de jeunes joueurs vénézuéliens à la fin de l'adolescence ou au début de l'âge adulte. Elle visait essentiellement les mêmes objectifs que la Ligue d'été de République dominicaine (DSL). 
Les activités de la VSL étaient concentrées dans les États de Carabobo, Aragua, Lara et Yaracuy. 
Dans les années 2010, l'instabilité politique au Venezuela contraint plusieurs clubs du baseball majeur à réduire leurs efforts de recrutement dans le pays. Ceci affecte non seulement le personnel en place, mais aussi les équipes de la VSL : la ligue qui comptait 11 clubs une décennie plus tôt n'en a plus que quatre en 2015, affiliés aux Phillies de Philadelphie, aux Tigers de Détroit, aux Rays de Tampa Bay et aux Cubs de Chicago. En janvier 2016, lorsque les Cubs décident de quitter à leur tour la ligue, la Ligue d'été du Venezuela annule la saison de baseball 2016, laissant peu d'espoir d'une relance à court terme.